# Vunasti lemuri
Vunasti lemuri (Indriidae) su porodica iz reda primata. Obuhvaća tri roda s ukupno jedanaest vrsta.

## Rasprostranjenost
Vunasti lemuri žive isključivo na Madagaskaru.

## Opis
Članovi ove porodice se veličinom tijela međusobno značajno razlikuju. Dok su vunasti makiji bez repa dugi samo 30 cm, indri je najveća živuća vrsta poderda Strepsirrhini unutar reda primata. Kod indrija je rep samo mali batrljak, a rep vunastog makija i sifaka je jednako dugačak kao tijelo. Dlaka krzna je duga i često šarena, uglavnom od bjelkaste preko crvenkaste do sivo crne. Ali zato su njihova uvijek crna lica bez dlaka. Zadnje noge su im duže od prednjih koje su duge i tanke, a palac ne mogu potpuno okrenuti nasuprot ostalim prstima prednjih ekstremiteta.

## Način života
Sve vrste žive na drveću, ali i silaze na tlo. Na tlu stoje uspravno, a kreću se kratkim skokovima pri čemu drže prednje ekstremitete dignute u zrak. Često ih se vidi kako leže ispruženi na drveću i sunčaju se trbuhom okrenutim prema suncu. Kao većina životinja koje se hrane lišćem izravnavaju nisku hranjivu vrijednost te hrane dugim pauzama mirovanja. Indriji žive u grupama od dvije do petnaest jedinki, a sporazumijevaju se glasanjem, ali i izrazima lica.

## Ishrana
Sve vrste ove porodice su isključivo biljožderi. Hrane se samo lišćem, voćem i cvjetovima.

## Razmnožavanje
ženke i mužjaci uglavnom žive u dugogodišnjim monogamnim vezama. Nakon skotnosti od četiri do pet mjeseci, najčešće krajem sušnog razdoblja, na svijet dolazi jedno mladunče. Dojenje traje pet do šest mjeseci, a nakon tog razdoblja mladunac nastavlja živjeti još duže vrijeme u porodičnoj zajednici.

## Ugroženost
Kao i sve vrste primata na Madagaskaru, ali i drugdje, i ova je porodica ugrožena prije svega uništavanjem šuma na područjima gdje obitavaju.

## Rodovi
- Indri indri je najveći rod ove porodice.
- Propithecus obuhvaća sedam vrsta.
- Avahi odnosno vunasti maki su najmanji rod ove porodice.